# AGジャパニーズマガジン
AGジャパニーズマガジンはインド在住の日本人に向けた月刊無料情報誌。

## 概要
インド・グジャラート州バックアップの元、2017年より発行を開始したグジャラート州初のフリーマガジン。
インド在住の日本人向けの内容になっている月刊誌。

## 特徴
冒頭数ページに渡り、インド要人からの祝辞が掲載されている。マンガ、小説、現地情報、占い、おすすめアプリ、その他お役立ち情報など様々なコンテンツから構成されている。求人広告を含む広告媒体としての機能も備えた構成になっている。

## 配布
首都デリー、アーメダバード、グルグラム、ヴォヴァール、東京、大阪などで配布されている。